# Мимаромматиды
Мимаромматиды (лат. Mymarommatidae) — семейство наездников из инфраотряда Proctotrupomorpha отряда перепончатокрылых.

## Описание
Микроскопические насекомые (длина около 0,3—0,6 мм), чья биология остается неизвестной. Обладают 2-члениковым стебельком брюшка, как у муравьёв-мирмицин. Заднее крыло без пластинки, в виде короткой жилки. Переднее крыло длинностебельчатое, с единственной очень короткой костальной жилкой. Предположительно, являются паразитоидами яиц насекомых. Живые ископаемые, широко представленные в ископаемом состоянии, что говорит о древнем возрасте группы, которая уже существовала не менее чем 120 млн лет назад. Вымершие представители известны из балтийского, бирманского, доминиканского, ливанского, сицилийского и других янтарей.

## Распространение
Всесветное, включая некоторые субантарктические и тихоокеанские острова.

## Систематика
Вместе с ископаемыми семействами †Alavarommatidae и †Gallorommatidae выделяют в отдельное надсемейство Mymarommatoidea, иногда объединяемое с Serphitoidea, также имеющем 2-члениковый стебелёк. Ранее рассматривались в качестве подсемейства Mymarommatinae в составе Serphitidae Brues.
- Семейство Mymarommatidae
  - † Archaeromma Yoshimoto, 1975[6]
    - † Archaeromma carnifex Engel & Grimaldi, 2007
    - † Archaeromma gibsoni Engel & Grimaldi, 2007
    - † Archaeromma japonicum (Fursov et al.)
    - † Archaeromma mandibulatum (Kozlov & Raznitsyn)
    - † Archaeromma masneri Yoshimoto
    - † Archaeromma minutissima (Brues, 1937)
    - † Archaeromma nearctica Yoshimoto, 1975
    - † Archaeromma senonicum (Kozlov & Raznitsyn)
    - † Archaeromma trigonokephalion Cockx et al., 2020[7]

  - † Palaeomymar Meunier, 1901[8]
    - † Palaeomymar succini Meunier, 1901

  - Mymaromma Girault, 1920[9]
    - Mymaromma anomalum (Blood & Kryger, 1922) — Европа
      - =Petiolaria anomalum

    - Mymaromma buyckxi Mathot
    - Mymaromma goethei Girault
    - Mymaromma mirissimum (Girault)
    - Mymaromma ypt (Triapitsyn & Berezovskiy)

  - Mymaromella Girault, 1931
    - Mymaromella chaoi (Lin)
    - Mymaromella cyclopterus (Fidalgo & DeSantis)
    - † Mymaromella duerrenfeldi (Schlüter & Koring)
    - Mymaromella mira Girault

  - Zealaromma Gibson, Read et Hubert, 2007
    - Zealaromma insulare Valentine
    - Zealaromma valentinei Gibson et al., 2007